# 斯基普頓和里彭 (英國國會選區)
斯基普頓和里彭（英語：Skipton and Ripon），英國國會一郡選區，位於英格蘭約克郡-亨伯、北約克郡的西南部，包括克雷文全部和哈羅蓋特區西部和北部。
自1983年創設至今本區一直支持保守黨。朱利安·史密斯在2010年大選中以50.6%選票繼承了大衛·克利退休留下的議席。